# Arez (luchador)
Jonathan Saharawi Barragán González (Ciudad de México, 20 de octubre de 1991) es un luchador profesional mexicano conocido como Arez, quien trabaja actualmente compite en el circuito independiente. Arez también ha luchado en Lucha Libre AAA Worldwide (AAA) y en los Estados Unidos en Major League Wrestling e Impact Wrestling a través de su asociación con AAA.
En lugar de usar una máscara, Arez lucha con una pintura corporal y facial avanzada inspirada en el personaje de Venom. Finn Bálor, a su vez, se ha inspirado en Arez y en ocasiones utiliza una pintura similar.

## Carrera

### Circuito independiente (2007-presente)
Arez también ha luchado en los Estados Unidos en MLW e Impact Wrestling a través de su asociación con AAA. También formó parte del stable Los Indystrongtibles junto a Belial e Impulso quienes fueron muy conocidos y exitosos en el circuito independiente mexicano entre 2013 y 2018. El grupo no se ha disuelto formalmente, pero los tres rara vez han luchado juntos desde 2018, cuando Arez se ha convertido en un nombre cada vez más importante por derecho propio. Desde entonces, Arez ha desarrollado una rivalidad con Aramís y han peleado varios combates entre sí.

### Lucha Libre AAA Worldwide (2019-2024)
El 11 de octubre de 2021, Tormenta y Arez ganaron el Campeonato Mundial en Parejas Mixto de AAA. Perdieron los títulos ante Tay Conti y Sammy Guevara en Triplemanía XXX: Monterrey el 30 de abril de 2022.
El 6 de marzo de 2024, Arez abandonó AAA.

## Campeonatos y logros
- Desert Pro Wrestling
  - Campeonato de LPF (1 vez)

- Lucha Libre AAA Worldwide
  - Campeonato Mundial en Parejas de AAA (1 vez)[6] - con Komander.
  - Campeonato Mundial en Parejas Mixto de AAA (1 vez) - con Chik Tormenta.

- Perros del Mal 
  - PDM Light Heavyweight Championship (1 vez)[6]

- RIOT Wrestling Alliance
  - RIOT Championship (1 vez)[6]

- Xplosion Nacional de Lucha Libre
  - XNL World Championship (1 vez)[6]

- Pro Wrestling Illustrated
  - Situado en el Nº166 en los PWI 500 de 2021[7]